# Süddeutsche Fußballmeisterschaft 1912/13
Die süddeutsche Fußballmeisterschaft 1912/13 des Verbandes Süddeutscher Fußball-Vereine gewann der FC Stuttgarter Kickers im Endrundenturnier mit einem Punkt Vorsprung vor dem Frankfurter FV und dem VfR Mannheim. Die Endrunde wurde erst im letzten Spiel entschieden, das die Kickers gegen den Frankfurter FV mit 1:0 gewannen. Dies war der zweite Gewinn der süddeutschen Fußballmeisterschaft für die Stuttgarter, die sich dadurch für die deutsche Fußballmeisterschaft 1912/13 qualifizierten. Dort schieden die Kickers bereits im Viertelfinale nach einer 1:2-Niederlage gegen den Duisburger SpV aus.

## Modus und Übersicht
Der Austragungsmodus blieb gegenüber der Vorsaison unverändert, in vier Kreisen traten Mannschaften im Rundenturnier gegeneinander an, die vier Kreismeister spielten anschließend in einer Finalrunde den süddeutschen Fußballmeister aus. In allen vier Kreisen wurde die Anzahl der Mannschaften der obersten Spielstufe, jetzt „Ligaklasse“ oder kurz „Liga“ genannt, auf acht verkleinert. Der jeweils Tabellenletzte musste in die A-Klasse, die nunmehr zweithöchste Spielstufe, absteigen. Die A-Klassen waren je nach örtlichen Gegebenheiten in mehrere Staffeln aufgeteilt und spielten den Aufsteiger in die Ligaklasse aus.
| Bezirk    | Bezirksmeister         |
| --------- | ---------------------- |
| Nordkreis | Frankfurter FV         |
| Ostkreis  | SpVgg Fürth            |
| Südkreis  | FC Stuttgarter Kickers |
| Westkreis | VfR Mannheim           |

## Nordkreis
Der Frankfurter FV entschied die Meisterschaft klar zu seinen Gunsten und blieb ungeschlagen, lediglich Viktoria 1894 Hanau und Kickers Offenbach konnten dem FFV ein Unentschieden abtrotzen. Dennoch stand dieser Erfolg lange in Frage, denn um den Einsatz des Neuzuganges Frigyes Weicz im ersten Spiel des FFV gegen Wiesbaden (4:0) entzündete sich ein Streit am „grünen Tisch“. Der Ungar war zu Saisonbeginn vom FV Amicitia und 1902 gekommen, der aufgrund der Zuschauerausschreitungen in der Vorsaison in diesem Jahr vom Spielbetrieb ausgeschlossen war. Zum Zeitpunkt des Auftaktspieles lag sein Spielerpass dem FFV allerdings noch nicht vor. Daraufhin wurde der Verein im November von der Südmaingaubehörde für vier Monate gesperrt, was aber nach Einspruch von der Nordkreisbehörde, der der FFV-Vorsitzende Hetebrügge vorstand, kurz darauf wieder aufgehoben wurde. Daraufhin richteten mehrere Vereine eine Resolution an den VFSV, die die Aufrechterhaltung der Sperre forderte. Der Verband bestätigte jedoch schließlich die Nordkreismeisterschaft des Frankfurter FV, wobei das fragliche Spiel gegen Wiesbaden als verloren gewertet wurde.
Der Frankfurter FC Germania musste am Ende der Runde erstmals den Gang in die Zweitklassigkeit antreten, Vorjahresabsteiger Germania Bieber gelang der direkte Wiederaufstieg.
| Pl. | Verein                  | Sp. | S  | U | N  | Tore    | Quote | Punkte |
| --- | ----------------------- | --- | -- | - | -- | ------- | ----- | ------ |
| 1.  | Frankfurter FV (M)      | 14  | 11 | 2 | 1  | 045:120 | 3,75  | 24:40  |
| 2.  | FC Viktoria Hanau       | 14  | 9  | 2 | 3  | 031:180 | 1,72  | 20:80  |
| 3.  | Kickers Offenbach       | 14  | 7  | 4 | 3  | 032:210 | 1,52  | 18:10  |
| 4.  | FSV Frankfurt           | 14  | 6  | 3 | 5  | 030:280 | 1,07  | 15:13  |
| 5.  | SV Wiesbaden            | 14  | 5  | 3 | 6  | 018:250 | 0,72  | 13:15  |
| 6.  | 1. Hanauer FC 1893      | 14  | 3  | 3 | 8  | 024:370 | 0,65  | 09:19  |
| 7.  | SC 07 Bürgel            | 14  | 3  | 1 | 10 | 021:380 | 0,55  | 07:21  |
| 8.  | Frankfurter FC Germania | 14  | 2  | 2 | 10 | 017:390 | 0,44  | 06:22  |

| (M) | Titelverteidiger Nordkreis |

## Ostkreis
Die von William Townley betreute Fürther Mannschaft erwies sich in diesem Jahr in der Ostkreis-Liga als unbezwingbar und wurde mit großem Vorsprung Meister. Lediglich der Lokalrivale aus Nürnberg sowie die F.A. Bayern im Münchener SC konnten den „Kleeblättern“ ein Unentschieden abringen (die beiden Spiele endeten jeweils 1:1), hatten aber am Fürther Sportpark Ronhof mit 4:2 bzw. 5:1 das Nachsehen.
Der TV München 1860 stieg erstmals seit Bestehen des Ostkreises in die Zweitklassigkeit ab, der VfB Nürnberg kehrte zur Saison 1913/14 ins bayrische Oberhaus zurück.
| Pl. | Verein                      | Sp. | S  | U | N  | Tore    | Quote | Punkte |
| --- | --------------------------- | --- | -- | - | -- | ------- | ----- | ------ |
| 1.  | SpVgg Fürth (M)             | 14  | 12 | 2 | 0  | 061:250 | 2,44  | 26:20  |
| 2.  | F.A. Bayern im Münchener SC | 14  | 7  | 5 | 2  | 025:230 | 1,09  | 19:90  |
| 3.  | 1. FC Nürnberg              | 14  | 8  | 2 | 4  | 048:170 | 2,82  | 18:10  |
| 4.  | MTV München von 1879        | 14  | 7  | 1 | 6  | 023:200 | 1,15  | 15:13  |
| 5.  | FC Pfeil Nürnberg           | 14  | 5  | 3 | 6  | 030:270 | 1,11  | 13:15  |
| 6.  | Würzburger Kickers (N)      | 14  | 3  | 2 | 9  | 017:410 | 0,41  | 08:20  |
| 7.  | FC Wacker München           | 14  | 3  | 1 | 10 | 013:360 | 0,36  | 07:21  |
| 8.  | TV 1860 München             | 14  | 2  | 2 | 10 | 018:460 | 0,39  | 06:22  |

| (M) | Titelverteidiger Ostkreis |
| (N) | Aufsteiger                |

## Südkreis
Im Südkreis war die Leistungsdichte in dieser Saison sehr hoch, am Saisonende lagen zwischen den führenden Mannschaften und dem Absteiger Sportfreunde Stuttgart lediglich 8 Punkte. Durchsetzen konnte sich der deutsche Vizemeister von 1908, der FC Stuttgarter Kickers, der das Titelrennen nach einem Entscheidungsspiel gegen den punktgleichen 1. FC Pforzheim für sich entscheiden konnten. Der Titelverteidiger Karlsruher FV, der das Geschehen im Südkreis in der Vorsaison noch klar beherrscht hatte, landete mit drei Punkten Rückstand nur auf Platz vier.
Die Sportfreunde Stuttgart, die in diesem Jahr auf ihren zu den Kickers abgewanderten Nationalspieler Eugen Kipp verzichten mussten, stiegen als Schlusslicht ab, dem FC Mühlburg gelang der direkte Wiederaufstieg.
| Pl. | Verein                 | Sp. | S | U | N | Tore    | Quote | Punkte |
| --- | ---------------------- | --- | - | - | - | ------- | ----- | ------ |
| 1.  | FC Stuttgarter Kickers | 14  | 7 | 4 | 3 | 024:110 | 2,18  | 18:10  |
| 2.  | 1. FC Pforzheim        | 14  | 8 | 2 | 4 | 037:280 | 1,32  | 18:10  |
| 3.  | FC Union Stuttgart     | 14  | 6 | 4 | 4 | 022:190 | 1,16  | 16:12  |
| 4.  | Karlsruher FV (SM)(M)  | 14  | 6 | 3 | 5 | 027:180 | 1,50  | 15:13  |
| 5.  | Freiburger FC          | 14  | 5 | 2 | 7 | 027:250 | 1,08  | 12:16  |
| 6.  | VfB Stuttgart (N)      | 14  | 5 | 2 | 7 | 023:320 | 0,72  | 12:16  |
| 7.  | Karlsruher FC Phönix   | 14  | 3 | 5 | 6 | 013:250 | 0,52  | 11:17  |
| 8.  | Sportfreunde Stuttgart | 14  | 3 | 4 | 7 | 015:300 | 0,50  | 10:18  |

| (SM) | süddeutscher Titelverteidiger |
| (M)  | Titelverteidiger Südkreis     |
| (N)  | Aufsteiger                    |

Entscheidungsspiel um Platz 1:
| Datum            |                        | Ergebnis |                 | Ort       |
| ---------------- | ---------------------- | -------- | --------------- | --------- |
| 23. Februar 1913 | FC Stuttgarter Kickers | 2:0      | 1. FC Pforzheim | Karlsruhe |

## Westkreis
Nach dem enttäuschenden Abschneiden im Fusionsjahr sicherte sich der VfR Mannheim in dieser Saison ungeschlagen die Westkreismeisterschaft. Die Mannschaft um den vom Karlsruher FV gekommenen Torhüter Burger, Mittelläufer Trautmann und Torjäger Stemmle wies nach 14 Spielen ein Torverhältnis von 53:8 auf und ließ den Lokalrivalen MFC Phönix sowie die Ludwigshafener FG 03 deutlich hinter sich.
Absteigen musste der FK Olympia Darmstadt, für ihn rückte der lothringische Verein SpVgg Metz nach.
| Pl. | Verein                   | Sp. | S  | U | N  | Tore    | Quote | Punkte |
| --- | ------------------------ | --- | -- | - | -- | ------- | ----- | ------ |
| 1.  | VfR Mannheim             | 14  | 11 | 3 | 0  | 053:800 | 6,63  | 25:30  |
| 2.  | Phönix Mannheim (M)      | 14  | 8  | 2 | 4  | 035:160 | 2,19  | 18:10  |
| 3.  | Ludwigshafener FG 03     | 14  | 8  | 2 | 4  | 030:270 | 1,11  | 18:10  |
| 4.  | FC Phönix Ludwigshafen   | 14  | 6  | 3 | 5  | 028:270 | 1,04  | 15:13  |
| 5.  | FV Kaiserslautern        | 14  | 6  | 2 | 6  | 024:230 | 1,04  | 14:14  |
| 6.  | FC Pfalz Ludwigshafen    | 14  | 3  | 4 | 7  | 022:250 | 0,88  | 10:18  |
| 7.  | Borussia Neunkirchen (N) | 14  | 3  | 2 | 9  | 015:380 | 0,39  | 08:20  |
| 8.  | FK Olympia Darmstadt     | 14  | 2  | 0 | 12 | 010:530 | 0,19  | 04:24  |

| (M) | Titelverteidiger Westkreis |
| (N) | Aufsteiger                 |

## Endrunde um die süddeutsche Meisterschaft
In der süddeutschen Endrunde ging es in diesem Jahr wesentlich spannender zu als in der Vorsaison. Die Meisterschaft wurde erst im letzten Spiel zwischen dem FC Stuttgarter Kickers und dem Frankfurter FV entschieden. In diesem „Endspiel“ – Frankfurt hätte ein Unentschieden genügt, die Kickers mussten gewinnen, um Meister zu werden – behielten die Kickers schließlich mit 1:0 die Oberhand und schoben sich in der Endabrechnung noch vor den Fußballverein. Der Verband musste sich allerdings während bzw. nach Abschluss der Endrunde mit zwei Protesten beschäftigen: Der VfR Mannheim legte Protest gegen die Wertung des in Stuttgart-Degerloch mit 0:5 verlorenen Spieles ein, weil einer seiner Spieler auf dem Platz von einem Hund gebissen wurde. Und die SpVgg. Fürth beklagte nach der 0:1-Heimniederlage gegen Frankfurt sowohl die angebliche Unbespielbarkeit des Platzes, als auch das während des Spiels aufgezogene Unwetter sowie das vermeintlich regelwidrig erzielte Gegentor (der Torrichter hatte Handspiel angezeigt, der Schiedsrichter blieb bei seiner Entscheidung). Die Proteste wurden abgewiesen, aber immerhin insoweit als berechtigt anerkannt, als den Vereinen die Protestgebühr in Höhe von 500 Mark zurückerstattet wurde.
Der FC Stuttgarter Kickers, der in dieser Saison von dem vom FC Bayern München abgewanderten englischen Trainer Charles Griffiths trainiert wurde, ging anschließend mit den aktuellen Nationalspielern Otto Löble, Eugen Kipp und Christian Schmidt als Mitfavorit in der Endrunde um die deutsche Meisterschaft, schieden aber schon im Viertelfinale gegen den Duisburger SpV mit 1:2 aus.

### Kreuztabelle
| 1913                   | Stuttgarter Kickers | Frankfurter FV | VfR Mannheim | SpVgg Fürth |
| ---------------------- | ------------------- | -------------- | ------------ | ----------- |
| FC Stuttgarter Kickers |                     | 1:0            | 5:0          | 0:2         |
| Frankfurter FV         | 1:0                 |                | 1:1          | 0:0         |
| VfR Mannheim           | 1:1                 | 3:2            |              | 2:1         |
| SpVgg Fürth            | 0:1                 | 0:1            | 6:1          |             |

### Abschlusstabelle
| Pl. | Verein                                   | Sp. | S | U | N | Tore    | Quote | Punkte |
| --- | ---------------------------------------- | --- | - | - | - | ------- | ----- | ------ |
| 1.  | FC Stuttgarter Kickers (Sieger Südkreis) | 6   | 3 | 1 | 2 | 008:400 | 2,00  | 07:50  |
| 2.  | Frankfurter FV (Sieger Nordkreis)        | 6   | 2 | 2 | 2 | 005:500 | 1,00  | 06:60  |
| 3.  | VfR Mannheim (Sieger Westkreis)          | 6   | 2 | 2 | 2 | 007:150 | 0,47  | 06:60  |
| 4.  | SpVgg Fürth (Sieger Ostkreis)            | 6   | 2 | 1 | 3 | 009:500 | 1,80  | 05:70  |